# Hochland-Smaragdkolibri
Der Hochland-Smaragdkolibri (Chlorostilbon melanorhynchus), auch Westandessmaragdkolibri und Westandensmaragdkolibri genannt,  ist eine Vogelart aus der Familie der Kolibris (Trochilidae), die in Kolumbien und Ecuador verbreitet ist. Der Bestand wird von der IUCN als nicht gefährdet (Least Concern) eingeschätzt, allerdings wird er dort als Unterart vom Blauschwanz-Smaragdkolibri betrachtet.

## Merkmale

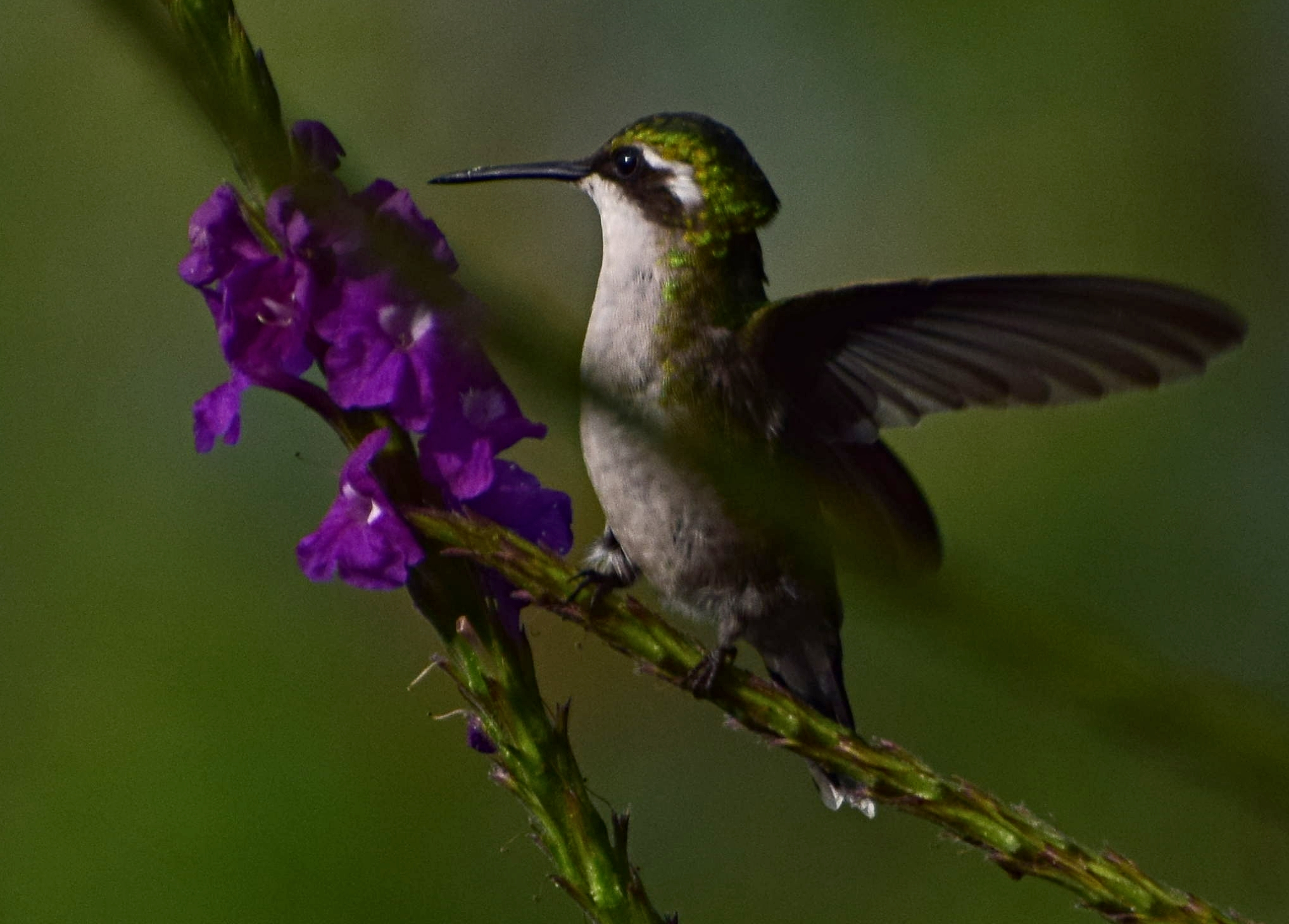
Verbreitungsgebiet des Hochland-Smaragdkolibris ♀

Der Hochland-Smaragdkolibri erreicht eine Körperlänge von etwa 10,9 bis 11,5 cm. Der kurze gerade schwarze Schnabel ist ca. 13 mm. Beide Geschlechter ähneln dem Blauschwanz-Smaragdkolibri. Die Oberseite des Männchens ist bronzegrün. Die Unterseite des Männchens ist rein smaragdgrün und es fehlt die blaue Tönung an der Brust, die der Blauschwanz-Smaragdkolibri hat. Der vordere Oberkopf glitzert goldener als beim Blauschwanz-Smaragdkolibri. Der Schwanz ist moderat gegabelt. Das Weibchen hat an den äußeren Steuerfedern etwas grau. Die inneren sind stark grün gefärbt. Der vordere Oberkopf und der Oberkopf sind bronzegrün. Über dem Ohrdecken findet sich ein schwarzes Band das von einem hellen grauen Augenstreif begrenzt ist. Der Rest der Oberseite ist metallisch grasgrün. Die Unterseite ist weißlich mit starker gelbbrauner Tönung im zentralen Bereich der Kehle und dem Bauch.

## Verhalten und Ernährung
Der Hochland-Smaragdkolibri bezieht seinen Nektar u. a. von kleineren Blüten der Pflanzen aus der Familie der Inkaliliengewächse (Bomarca glaucescen?). Beim Erkunden der Gegend bewegt er sich sehr vorsichtig und zurückhaltend. So erkundet er zunächst die Blumen in Gärten und Parzellen. Hat er sich mit der Umgebung vertraut gemacht, so besucht er diese in kurzen Abständen. Dabei stören ihn auch keine Menschen mehr in unmittelbarer Nähe. In Medellín wurde beobachtet, wie er die Blumen an einer Kirche anflog, ohne dass in dabei das anstrahlende Licht oder die beobachtenden Menschen störten.

## Brut
Über das Fortpflanzungsverhalten des Hochland-Smaragdkolibris ist wenig bekannt. Sein Nest besteht hauptsächlich aus Kapok z. B. vom Kapokbaum. Das Nest wird an der Außenseite mit Blättern und Moosfetzen verkleidet.

## Lautäußerungen
Der Hochland-Smaragdkolibri scheint ein eher ruhiger Zeitgenosse zu sein. Der schwache zwitschernde Gesang beinhaltet tsit-trr, tsit-trr, tsit-trr...-Töne.

## Verbreitung und Lebensraum

Verbreitungsgebiet des Hochland-Smaragdkolibris

Der Hochland-Smaragdkolibri bevorzugt Gestrüpp und Gärten in trockenen von Gebirge umschlossenen Tälern. Im Nordwesten Ecuadors reicht das Verbreitungsgebiet von der Provinz Carchi über das Tal des Río Chota südlich bis in die Regionen Cumbayá und Quito in der Provinz Pichincha. Teils abwesend und dann wieder örtlich häufig vorkommend ist er an den Rändern von Bergwäldern und an feuchten Wäldern und Lichtungen an den westlichen Berghängen und dem angrenzenden westlichen Tiefland der Provinz Pichincha in der Region Mindo. Er kann es auch im Nordosten der Provinz Guayas und dem Südwesten der Provinz Chimborazo vorkommen. In Ecuador kommt er Nordwesten in Höhenlagen zwischen 1500 und 2700 Meter vor, weiter südlich zwischen 600 und 1800 Meter. In Kolumbien kommt er vom Parque Nacional Natural Las Orquídeas und dem Parque Nacional Natural Tatamá südlich entlang der Westkordillere vor.

## Unterarten
Die Art gilt als monotypisch. Allerdings gilt bei einigen Autoren Chlorostilbon melanorhynchus pumilus Gould, 1872 als Unterart. Lange wurde die Art als Unterart des Blauschwanz-Smaragdkolibris betrachtet, doch hat das South American Check-list Committee auf Basis einer Analyse von F. Gary Stiles den Hochland-Smaragdkolibri als selbständige Art abgespalten.

## Etymologie und Forschungsgeschichte
Die Erstbeschreibung des Hochland-Smaragdkolibris erfolgte 1860 durch John Gould unter dem wissenschaftlichen Namen Chlorostilbon melanorhynchus. Das Typusexemplar stammte von den aus der Nähe von Quito. 1853 führte John Gould die neue Gattung Chlorostilbon ein. »Chlorostilbon« setzt sich aus den griechischen Worten »chlōros χλωρός« für »grün« und »stilbōn στίλβων« für »scheinend« zusammen. Die Griechen gaben dem Merkur den Beinamen Stilbōn was auf das Verb »stilb« für »blinken« zurückzuführen ist. Der Artname »melanorhynchus« ist ein griechisches Wortgebilde aus »melas, melanos μελας, μελανος« für »schwarz« und »rhynkhos ῥυγχος« für »Schnabel«. »Pumilus« ist das lateinische Wort für »Zwerg«.